# Ђорђић
Ђорђић је српско презиме. Познате особе са овим презименом су:
- Бојан Ђорђић (рођен 1982), шведски фудбалер српског порекла
- Зоран Ђорђић (рођен 1966), бивши српски рукометаш
- Петар Ђорђић (рођен 1990), српски рукометаш